# 栃木県道307号深程楡木線
栃木県道307号深程楡木線（とちぎけんどう307ごう ふかほどにれぎせん）は、栃木県鹿沼市に位置する一般県道である。

## 概要
鹿沼市南部、清洲地区から南押原地区までを東西に結ぶ道路である。沿線には清洲コミュニティセンターをはじめ清洲地区の主要施設が点在する。路線バスでは全線にわたり鹿沼市リーバスの東武金崎駅線が運行され、栃木市の東武金崎駅および粟野地区中心部に位置する粟野支所までを結ぶ。

## 路線データ
- 総延長：3.790km[1]
- 実延長：3.772km[1]
- 起点：栃木県鹿沼市深程（深程交差点 = 栃木県道37号栃木粟野線交点）
- 終点：栃木県鹿沼市磯町（磯町交差点 = 国道293号交点）
- 認定：1974年（昭和49年）2月5日

## 交差する道路
| 交差する道路                  | 交差する道路                  | 交差点名 | 交差点名       |
| ----------------------------- | ----------------------------- | -------- | -------------- |
| 栃木県道37号栃木粟野線        | 栃木県道37号栃木粟野線        | 鹿沼市   | 深程           |
| 栃木県道177号上久我栃木線旧道 | 栃木県道177号上久我栃木線旧道 | 鹿沼市   | 北半田         |
| 栃木県道177号上久我栃木線新道 | 栃木県道177号上久我栃木線新道 | 鹿沼市   | （北半田地内） |
| 国道293号（日光例幣使街道）   | 国道293号（日光例幣使街道）   | 鹿沼市   | 磯町           |

## 歴史
- 1961年（昭和36年）4月1日 - 一般県道深程宇都宮線として認定。
- 1974年（昭和49年）2月5日 - 深程宇都宮線が分割され、国道293号以西が一般県道深程楡木線に、国道293号以東が主要地方道宇都宮楡木線となる。

## 沿線風景

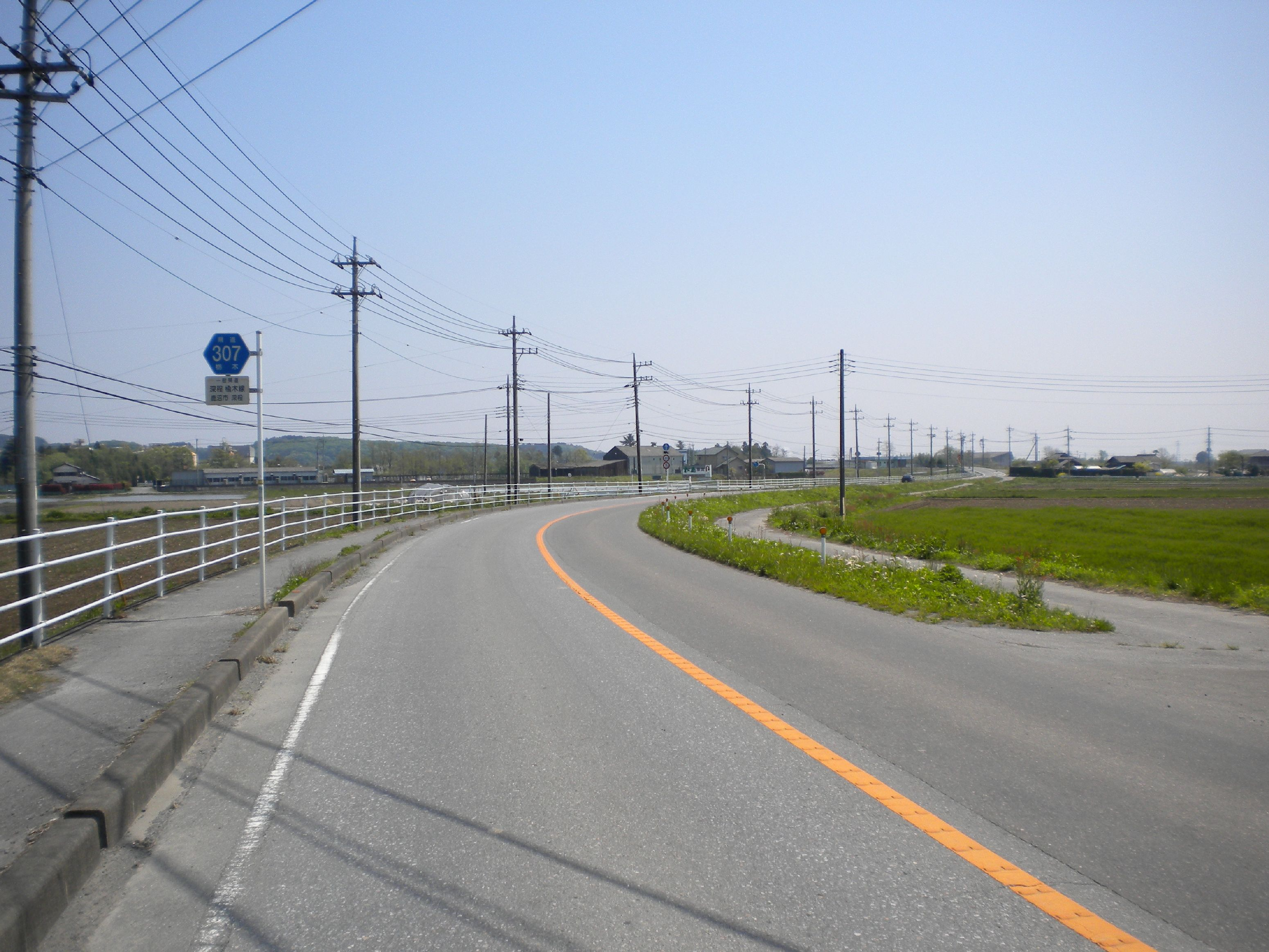
鹿沼市深程付近
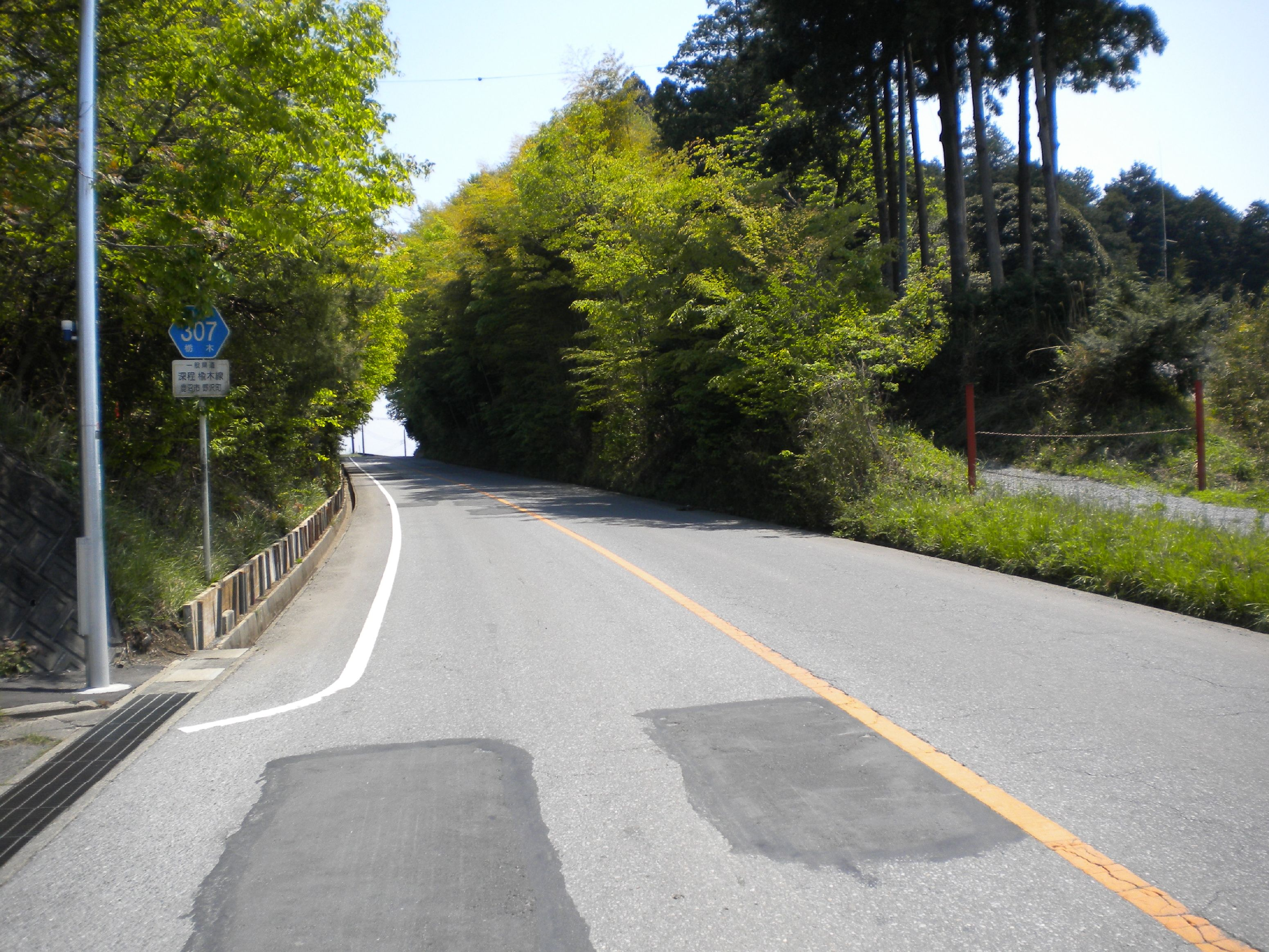
鹿沼市野沢町付近

## 沿線施設
- 清洲簡易郵便局
- 鹿沼市清洲コミュニティセンター
- 鹿沼市立清洲第二小学校
- 医王寺
- 楡の木台団地